# Barnóthy Forró Magdolna
Barnóthy Forró Magdolna (Zsámbok, 1904. augusztus 21. – Evanston, Illinois, 1995. február 16.) fizikus, asztrofizikus. Világszerte ismert a kozmikus sugárzás kutatásában végzett úttörő munkája. Barnóthy Jenő felesége és tudományos munkatársa.

## Pályafutása
A Pázmány Péter Tudományegyetemen tanult, majd az egyetem Kísérleti Fizikai Intézetének lett munkatársa. 1928-ban írta meg doktori disszertációját a rövidhullámok dielektromos állandójának méréseiről. Évfolyamtársával, későbbi férjével, Barnóthy Jenővel a kozmikus sugárzás kutatása felé fordult, amelyhez a Walther Bothe és Werner Kolhörster által akkoriban kifejlesztett mérési technikát alkalmazták. Forró és Barnóthy építettek egy nagy Geiger–Müller-számlálót, amely végül a kozmikus sugárzást mérő teleszkóp lett.
Férjével tanulmányozták a kozmikus sugárzás izotrópiáját, sziderikus idejét, valamint energiaspektrumát. Mérésekkel vizsgálták, hogy a földi mágneses mező milyen mértékben nyeli el a kozmikus sugarakat. Ugyanezt a kísérletet elvégezték a föld felszíne alatt is, a dorogi szénbányákban. 
A háború után megkísérelték újra indítani a sugárkutatást, de kevés eredménnyel. Ezért úgy döntöttek, hogy az Egyesült Államokban folytatják munkájukat. 1948-ban Illinois államban, Evanstonban telepedtek le, és  
fizikát tanítottak a Barat College-ben 1953-ig. Később Magdolna a University of Illinois College of Medicine intézményben tanított.
Asztrofizikával kezdtek foglalkozni. Kiemelkedőt alkottak a gravitációs lencséknek a kvazárokra gyakorolt hatásának tanulmányozásában. A témában 40 tudományos publikációt tettek közzé a hatvanas és hetvenes években. Érdekes biofizikai kísérleteket végeztek, megalapították a Biomagnetic Societyt. Forró Magdolna adta ki 1964-ben a Biological Effects of Magnetic Fields c. két kötetes művet. Az American Astronomical Society, az American Physical Society, a
German Astronomical Society és az International Astronomical Union tagjává választották Forró Magdát.

## Válogatott publikációi
- Temperaturverlauf der Dielektrizitatkonstanten einiger Gase bei verschiedenen Drucken. Zeitschr. F. Phys. 55., 1928
- Diurnal variation of Cosmic Ray Shower. Nature, 1937
- Reduction of Radiaton Mortality through Magnetic Pretreatment. Nature, 200., 1963
- Development of young Mice. In: Biological effects of magnetic field. N.Y. Plenum Press, 1964